# Boro 001
Chronologie des modèles (1976 - 1977)
Aucun Aucun
La Boro 001 est une monoplace de Formule 1 de l’écurie Boro, ayant couru le championnat du monde en 1976 et 1977.

## Historique
En 1970, Mo Nunn, patron d'Ensign, négocie un florissant contrat de sponsoring avec la firme hollandaise de fabrication de systèmes d'alarme HB Bewake. En 1975, HB Bewake et Mo Nunn entrent en conflit pour non-respect de certaines clauses financières quant au contrat publicitaire : Nunn perd son procès et n'a pas d'autre moyen, pour dédommager son ex-sponsor, que de lui céder ses monoplaces.
HB Bewake hérite donc des Ensign N175 et monte sa propre écurie de course, Boro. La N175, désormais Boro 001, est engagée au championnat du monde 1976 et confiée à l'Australien Larry Perkins, débutant en Formule 1 qui a fait ses preuves dans son pays en Formule Vee, Formule Ford, Formule 3 et Formule 2. Perkins se qualifie à cinq reprises, généralement en fond de grille sauf en Italie où il décroche une belle treizième place. Il termine treizième du Grand Prix d'Espagne à Jarama puis huitième à Zolder. L'écurie décide, à l'issue de l'épreuve italienne, de quitter le championnat après un troisième abandon consécutif.
En 1977, Boro fait son retour en championnat pour participer à son Grand Prix national à Zandvoort aux Pays-Bas. La monoplace n'a pas évolué et reste une Ensign vieille de deux ans qui n'avait déjà pas prouvé grand chose à l'époque. Brian Henton réussit l'exploit de se qualifier en vingt-troisième position sur 26 partants (tandis que huit autres concurrents n'ont pas réussi à décrocher leur ticket pour la course). En fin de course, il est victime d'un tête-à-queue et reçoit une aide extérieure pour reprendre la piste, ce qui provoque sa disqualification.

## Résultats en championnat du monde de Formule 1
| Saison | Écurie                    | Moteur               | Pneus    | Pilotes       | Courses | Courses | Courses | Courses | Courses | Courses | Courses | Courses | Courses | Courses | Courses | Courses | Courses | Courses | Courses | Courses | Courses | Points inscrits | Classement |
| Saison | Écurie                    | Moteur               | Pneus    | Pilotes       | 1       | 2       | 3       | 4       | 5       | 6       | 7       | 8       | 9       | 10      | 11      | 12      | 13      | 14      | 15      | 16      | 17      | Points inscrits | Classement |
| ------ | ------------------------- | -------------------- | -------- | ------------- | ------- | ------- | ------- | ------- | ------- | ------- | ------- | ------- | ------- | ------- | ------- | ------- | ------- | ------- | ------- | ------- | ------- | --------------- | ---------- |
| 1976   | HB Bewaking Alarm Systems | Ford-Cosworth DFV V8 | Goodyear |               | BRÉ     | AFS     | USO     | ESP     | BEL     | MON     | SUÈ     | FRA     | GBR     | ALL     | AUT     | P-B     | ITA     | CAN     | USE     | JAP     |         | 0               | Non classé |
| 1976   | HB Bewaking Alarm Systems | Ford-Cosworth DFV V8 | Goodyear | Larry Perkins |         |         |         | 13e     | 8e      | Nq      | Abd     |         |         | Forf    |         | Abd     | Abd     |         |         |         |         | 0               | Non classé |
| 1977   | HB Bewaking Alarm Systems | Ford-Cosworth DFV V8 | Goodyear |               | ARG     | BRÉ     | AFS     | USO     | ESP     | MON     | BEL     | SUÈ     | FRA     | GBR     | ALL     | AUT     | P-B     | ITA     | USE     | CAN     | JAP     | 0               | Non classé |
| 1977   | HB Bewaking Alarm Systems | Ford-Cosworth DFV V8 | Goodyear | Brian Henton  |         |         |         |         |         |         |         |         |         |         |         |         | Dsq     | Nq      |         |         |         | 0               | Non classé |

Légende : ici 